# Metr na čtvrtou
Metr na čtvrtou (m4) je odvozená jednotka SI, která se používá hlavně pro popis kvadratických momentů ploch průřezů v mechanice – {\displaystyle I} (druhého plošného momentu), případně deviačního momentu setrvačnosti – {\displaystyle D}. Často se vyjadřuje v dílčích hodnotách milimetr na čtvrtou (mm4), převod mezi jednotkami je 1 m4 = 1012 mm4.
V systému imperiálních jednotek se používá obdobná jednotka palec na čtvrtou (in4).